# Gilberto Pérez
Gilberto Rafael Pérez Montes (ur. 29 września 1993) – kolumbijski zapaśnik walczący w stylu klasycznym. Zajął ósme miejsce na mistrzostwach panamerykańskich w 2018. Brązowy medalista igrzysk boliwaryjskich w 2017. Wicemistrz Ameryki Południowej w 2016 roku.